# Hầu tước xứ Salisbury
Hầu tước xứ Salisbury (tiếng Anh: Marquess of Salisbury) là một tước hiệu trong Đẳng cấp quý tộc Đại Anh. Nó được tạo ra vào năm 1789 cho Bá tước thứ 7 xứ Salisbury. Hầu hết những người nắm giữ danh hiệu này đều nổi bật trong đời sống chính trị ở Anh trong 2 thế kỷ qua, đặc biệt là Robert Gascoyne-Cecil, Hầu tước thứ 3 xứ Salisbury, người đã ba lần giữ chức Thủ tướng Anh vào cuối thế kỷ XIX và đầu thế kỷ XX.